# 胡嘉謨
胡嘉謨（1531年—1595年），字子忠，别号進庵，後又号止吾，陝西西安府涇陽縣人，民籍，明朝政治人物。

## 生平
嘉靖三十一年壬子科（1552年）陝西鄉試第三十四名舉人。嘉靖四十一年（1562年）中式壬戌科會試第一百四十三名，三甲第三十七名進士。初授章丘县知县，无何丁母忧，服阕补南宫县。又丁父忧，服阕再补南宫。岁余召授吏部考功主事，历稽勲、验封、考功、文选员外郎。在考功時，主持萬曆三年（1575年）乙亥京察，时张居正为首辅，四年十一月转通政司右通政，提督誊黄，六年九月升太仆寺卿，八年闰四月改光禄寺卿，七月升提督操江右佥都御史，九年四月以被劾引疾归，十年被降职。家居十年，台谏交荐，万历十九年（1591年）十月起贵州左参议，十二月转南太仆少卿。无何，转南光禄卿，二十一年四月改南太常卿，九月升大理寺卿，十月升刑部右侍郎。会尚书缺，署部慎奏当。二十二年九月转户部左侍郎，总督仓场，署太仓。会南都察院掌院右都御史缺，二十三年（1595年）二月以公推补，命下辞朝，七月行次涿鹿，以疾卒。

## 家族
曾祖胡諫；祖父胡銳；父胡朝用，巡檢。母李氏。具慶下。兄嘉吉、嘉慶、嘉猷。